# ゲオルク・レーバー

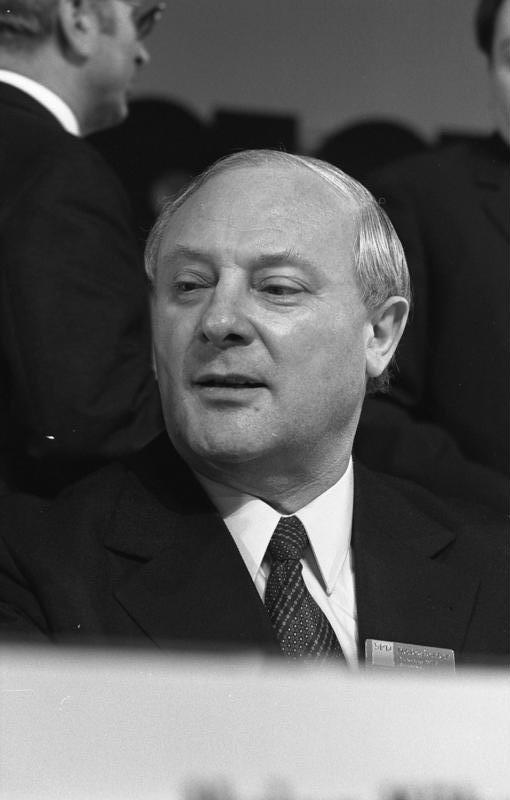
レーバー（1973年4月）

ゲオルク・レーバー（Georg Leber、ただし通名はショルシュ・レーバー (Schorsch Leber)、1920年10月7日 - 2012年8月21日）は、ドイツの政治家。所属政党はドイツ社会民主党（SPD）。1960年代から1970年代にかけて、西ドイツの交通相、郵政相、国防相などを歴任した。

## 経歴

### 労組出身の政治家
ヘッセン州オーバーティーフェンバッハ（現在はベーゼリヒに合併している）生まれ。宗派はカトリック。国民学校を卒業後、商人の修業を始めるが、石工の徒弟に転じる。第二次世界大戦にドイツ空軍の兵士として従軍。戦後は建設業に従事し、1947年に建設業の産業別労働組合 (IG Bau-Steine-Erden) に加入。1949年にはリンブルク・アン・デア・ラーンで同組合の専従書記となり、三年後に労働組合紙「礎石」の編集員となる。1951年にドイツ社会民主党 (SPD) に入党。1955年、建設業労働組合の副委員長に就任し、1957年から1966年までは委員長を務めた。1966年には労働者向けの貯蓄積立銀行の設立に関わっている。
1957年、ドイツ連邦議会議員に初当選。1958年から1年間、欧州議会議員を兼任（当時欧州議会は各国議会から独立していなかった）。1961年、SPD議員団代表委員会入り。党内では右派に属した。1966年、大連立によるクルト・ゲオルク・キージンガー政権が成立すると、交通相として入閣。全ての西ドイツ国民をアウトバーンから20km以上離れたところに住ませないというアウトバーン整備計画「レーバー計画」を立案。しかし1970年代に実行に移されたアウトバーン整備事業は、彼の計画からやや変更されている。1969年に連立組み替えが起こってSPDのヴィリー・ブラント政権が成立したのちも、彼は交通相に留任し、郵政通信相を兼任した。

### 「兵士の父」
1972年7月、財務相に転じたヘルムート・シュミットの後任として国防相に転じる。彼はドイツ連邦軍の軍人や国防省職員から敬愛され、「兵士の父」というあだ名を奉られることになる。就任直後の1972年9月11日、正体不明の航空機が西ドイツ領空に侵入し、国防相として迎撃するか否かの対応を迫られた。この飛行機は前日に終了したミュンヘンオリンピックが行われていたミュンヘン・オリンピアシュタディオン上空にさしかかり、オリンピック期間中にイスラエル選手団に対して行われたテロ事件のこともあり、難しい対応を迫られた。彼は待つことに決したが、この選択は正しく、実はこの航空機は乗客100人を乗せたフィンランド航空旅客機であり、自機の電子機器が故障したことに気づいていなかったのである。
1973年7月、前任者シュミットが推進したミュンヘンとハンブルクでの連邦軍大学設置を正式に発令。これによりドイツ連邦軍は士官教育の一環として軍事研究が可能になった。同年、ドイツ連邦軍改革を連邦議会に提示し、陸軍は三個旅団が増設された。1975年にはドイツ連邦軍に初めて医療分野に限って女性の士官任用に道を開いた。1976年、ナチス・ドイツ空軍の英雄であるハンス・ウルリッヒ・ルーデルを空軍の会合に招いてルーデルの過去をSPDの重鎮政治家ヘルベルト・ヴェーナーのドイツ共産党での活動歴になぞらえて正当化した将軍二人を、レーバーは退役させた。この人事に保守系野党が反対して反対動議を提出したものの、連邦議会における僅差の議決で承認された（ルーデルスキャンダル）。
1978年、連邦軍の防諜課が彼の女性秘書を東ドイツ国家保安省の協力者と疑い、その自宅を許可なく盗聴していたことが発覚。レーバー自身は関与していなかったが、シュミット首相の反対にもかかわらず2月16日に責任を取って国防相を辞任した。のちにこの秘書は無実であると判明した。この事件は雑誌による暴露で発覚したもので、同時に西ドイツ共産主義者連盟に対する盗聴も報じられたが、これについては彼は沈黙した（関与していなかったとも、また合法と思っていたともいう）。のちにこれは違法であると判断されている。なおレーバーは1969年に自分の選挙区の選対事務局長ギュンター・ギヨームを首相府スタッフに推薦し、ギヨームはのちにブラント首相の個人秘書になるが、実は東ドイツの送り込んだスパイであることが判明し、ブラントが辞任する事件に発展している（ギヨーム事件）。この事件はそうした世相の中で起こったものであった。

### 引退後
1979年、連邦議会副議長に選出される。シュミット首相が退陣に追い込まれた直後の1983年を最後に政界を引退した。労働組合の活動に戻り、1984年には鉄鋼業労組交渉で労働時間の週38.5時間への短縮を提案している。1981年から1997年まで、青少年・社会政策・教育政策に関わる「国際社会活動連盟」の代表（のち名誉代表）。また敬虔なカトリック教徒としてドイツ・カトリック中央委員会に属していた時期もある。
1943年に結婚して一児をもうけた夫人は1984年に死去。再婚した後はバイエルン州の保養地シェーナウ・アム・ケーニヒスゼーに住んだ。
2012年8月21日、長い闘病生活をおくった後に死去。91歳没。